# Peperomia seemanniana
Peperomia seemanniana är en pepparväxtart som beskrevs av Friedrich Anton Wilhelm Miquel. Peperomia seemanniana ingår i släktet peperomior, och familjen pepparväxter. Inga underarter finns listade i Catalogue of Life.